# Gartempe (rivière)
Pour les articles homonymes, voir Gartempe.
La Gartempe est une rivière française, qui coule dans les départements de la Creuse, de la Haute-Vienne, de la Vienne, de l'Indre (1 km en rive droite) et de l'Indre-et-Loire (7 km en rive droite), en régions Centre-Val de Loire et Nouvelle-Aquitaine.
C'est un affluent de la Creuse (affluent de la Vienne), donc un sous-affluent de la Loire par la Vienne.

## Géographie

### Cours
Le cours d'eau est long de 204,57 km.
Il prend sa source dans le département de la Creuse, à 623 m d'altitude, dans les monts de Guéret, près du lieu-dit « Pétillat », sur le territoire de la commune de Peyrabout, puis s'écoule vers l'ouest, puis le nord.
Son confluent avec la Creuse, se situe à 57 m d'altitude, sur le territoire des communes de La Roche-Posay (Vienne) et d'Yzeures-sur-Creuse (Indre-et-Loire),.

Le conluent avec la Creuse
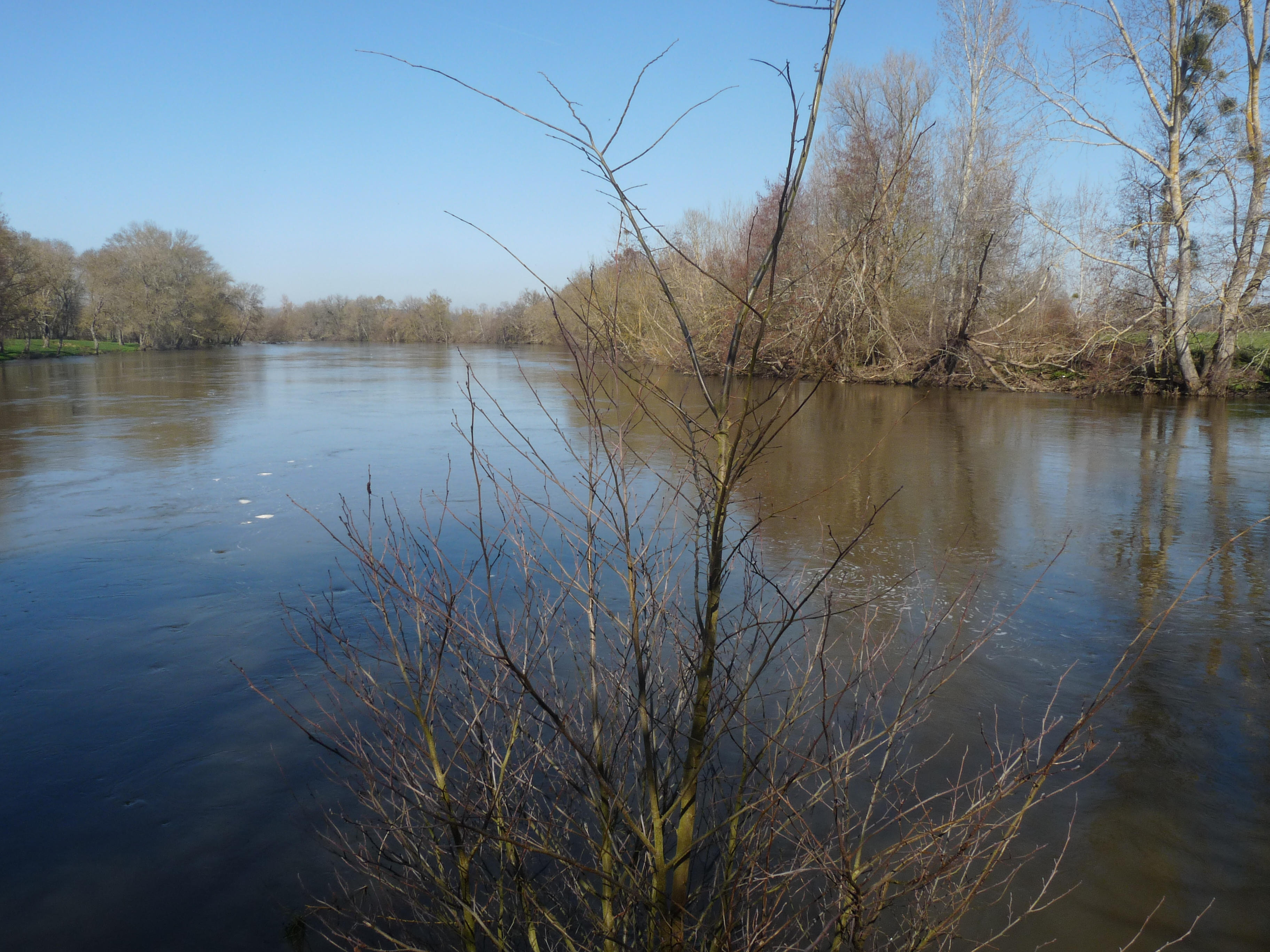
Le confluent en 2014.

### Départements et communes traversés
La rivière traverse quarante cinq communes situés dans les départements de la Creuse, de Haute-Vienne, de la Vienne, de l'Indre et d'Indre-et-Loire,.
| Départements   | Communes |
| -------------- | --- |
| Creuse         | La Chapelle-Taillefert, Gartempe, Le Grand-Bourg, Lépinas, Lizières, Maisonnisses, Montaigut-le-Blanc, Peyrabout, Sardent, Saint-Christophe, Saint-Éloi, Fursac, Saint-Priest-la-Feuille, Saint-Silvain-Montaigut et Saint-Victor-en-Marche      |
| Haute-Vienne   | Balledent, Bersac-sur-Rivalier, Bessines-sur-Gartempe, Blanzac, Val-d'Oire-et-Gartempe, Châteauponsac, La Croix-sur-Gartempe, Droux, Folles, Peyrat-de-Bellac, Rancon, Saint-Bonnet-de-Bellac, Saint-Ouen-sur-Gartempe et Saint-Sornin-la-Marche |
| Vienne         | Antigny, La Bussière, Jouhet, Lathus-Saint-Rémy, Leignes-sur-Fontaine, Montmorillon, Nalliers, Pindray, La Roche-Posay, Saint-Germain, Saint-Pierre-de-Maillé, Saint-Savin, Saulgé et Vicq-sur-Gartempe                                          |
| Indre          | Néons-sur-Creuse |
| Indre-et-Loire | Yzeures-sur-Creuse |

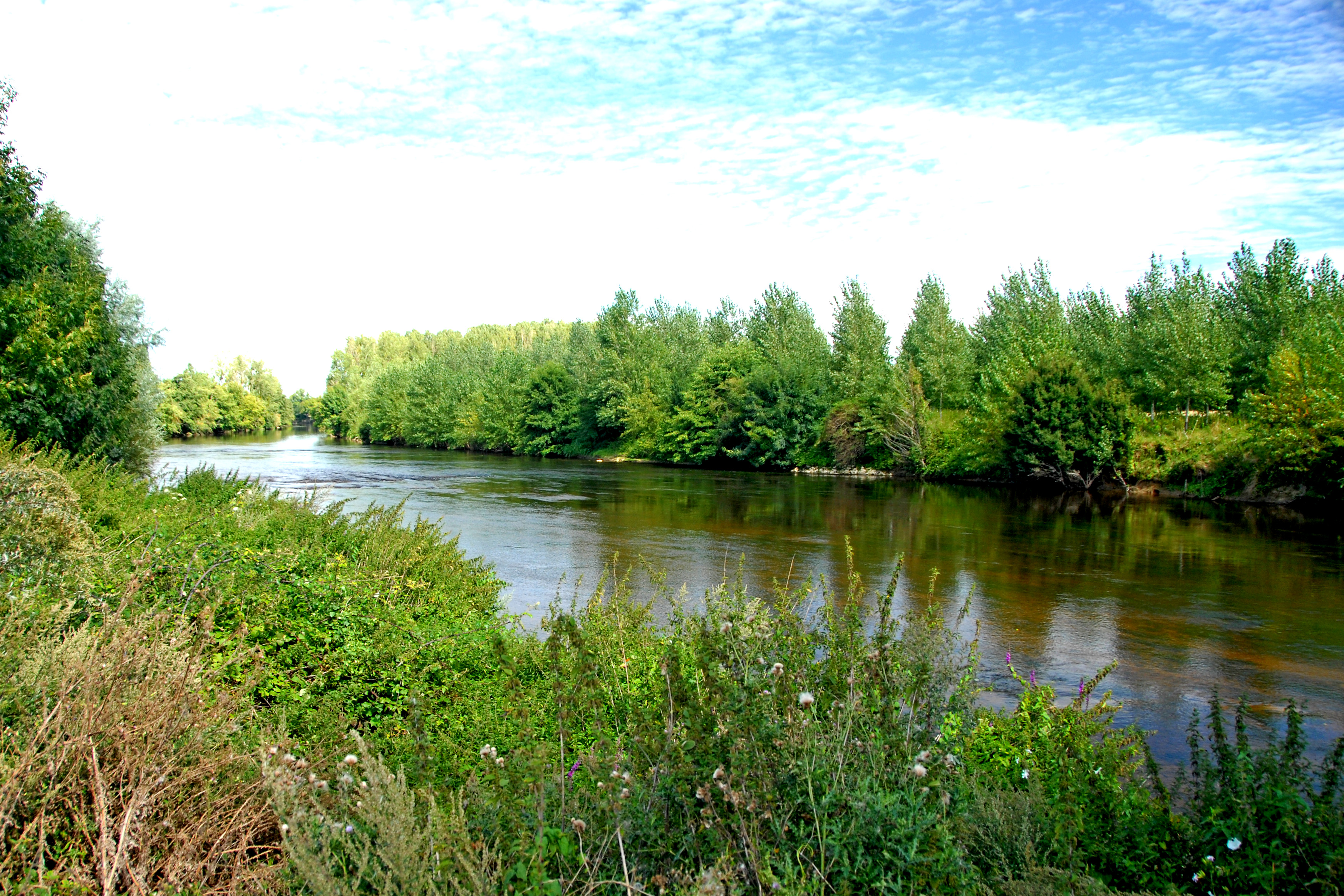
Antigny en 2008.
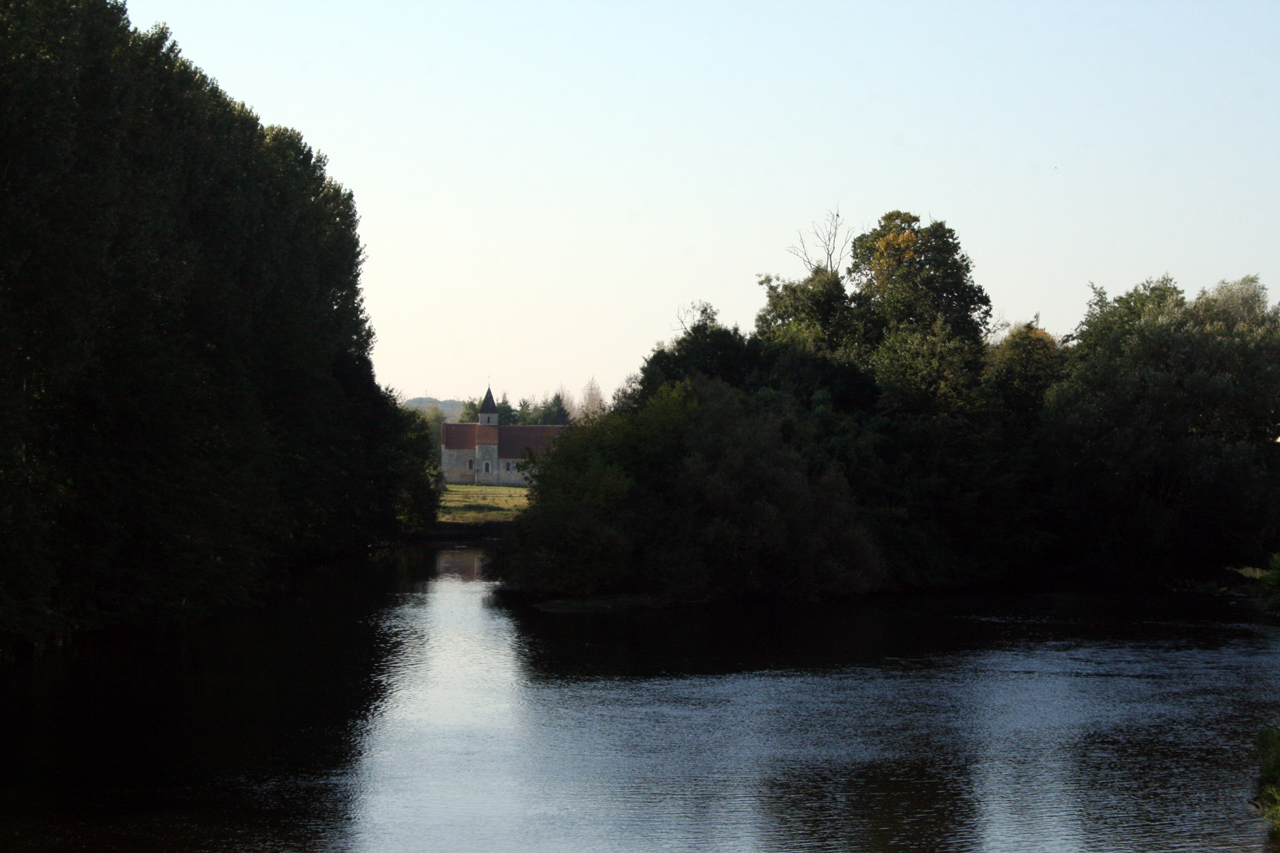
Saint-Germain en 2007.
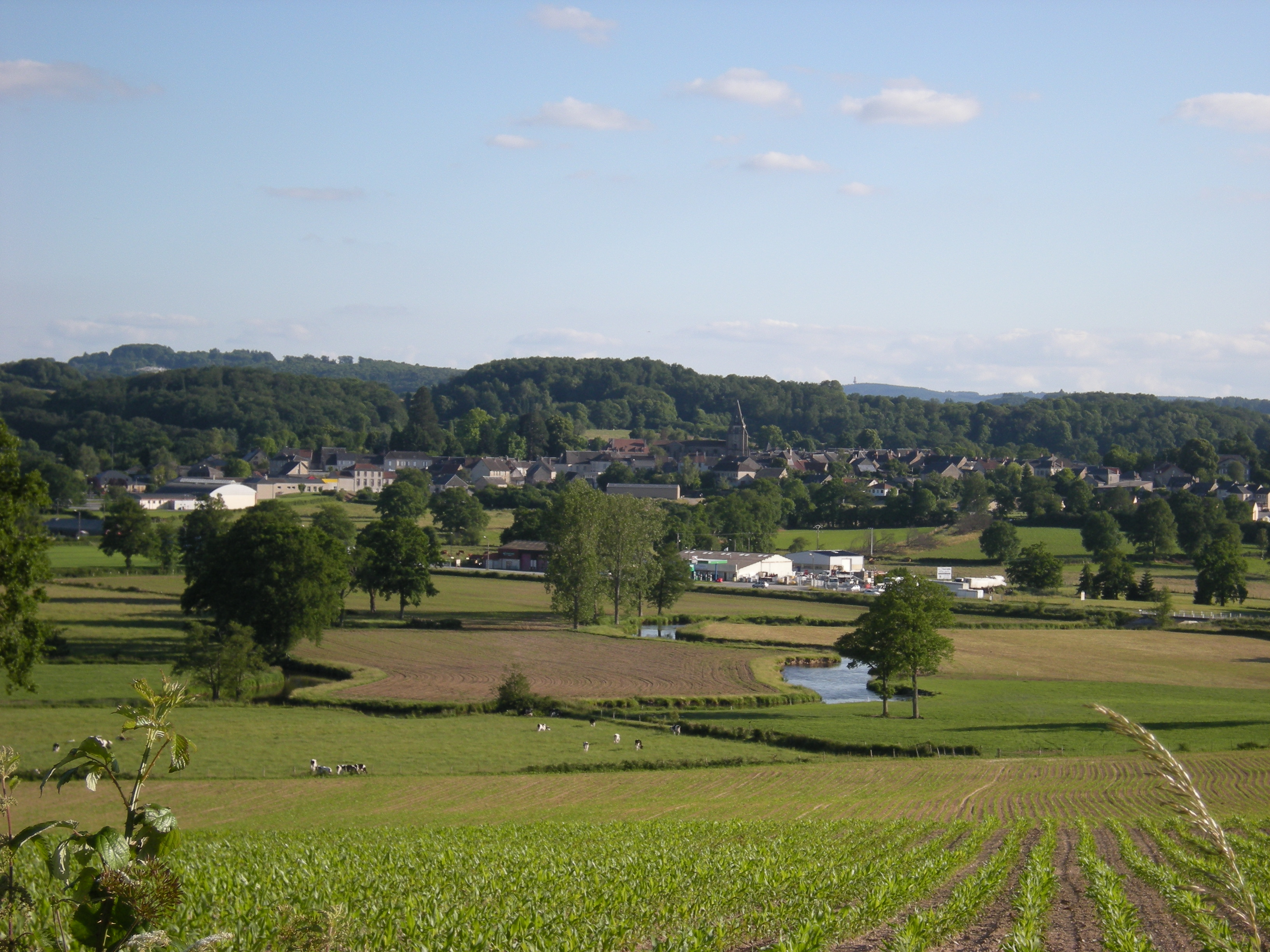
Le Grand-Bourg en 2009.
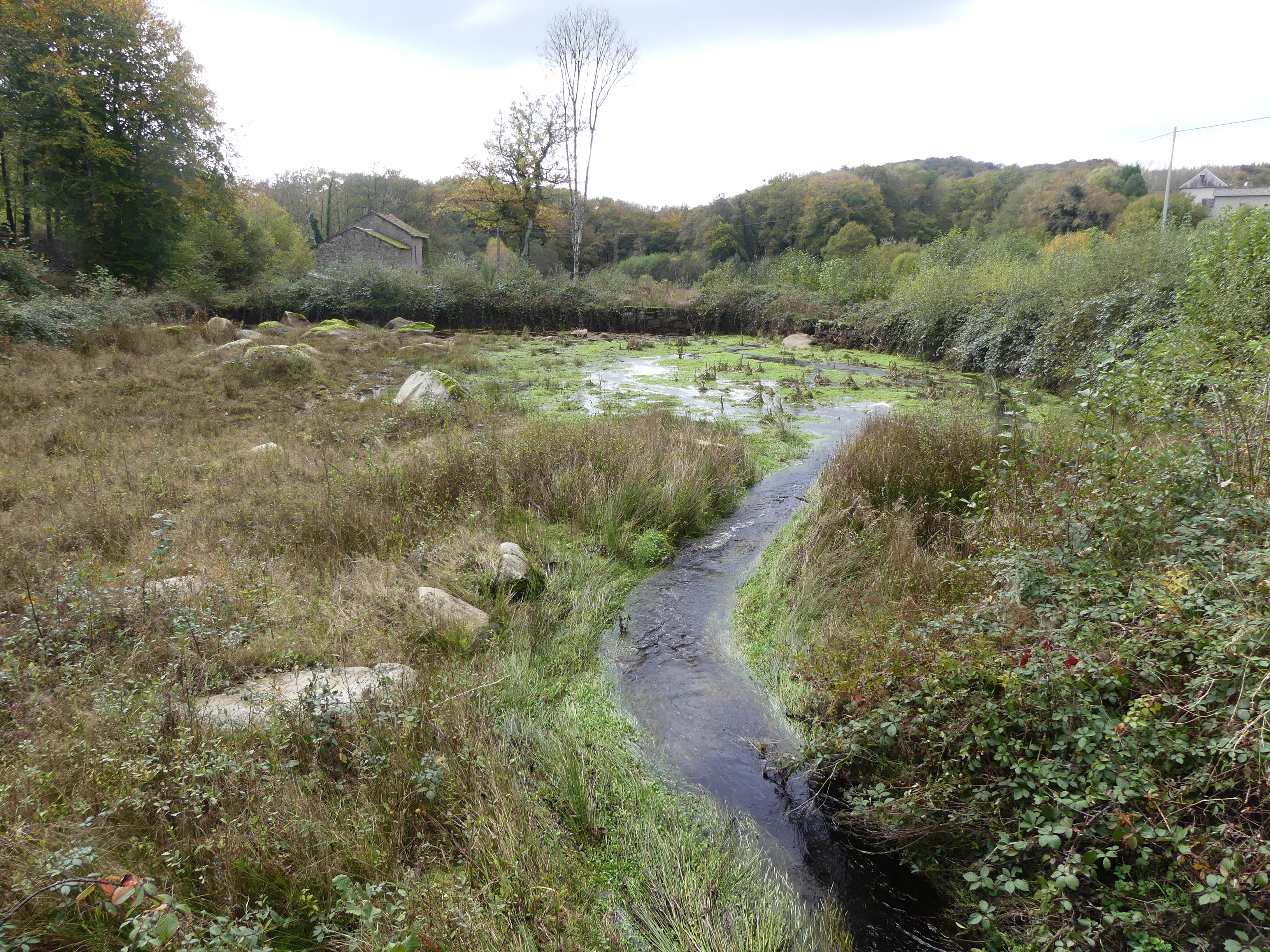
Lépinas en 2024.
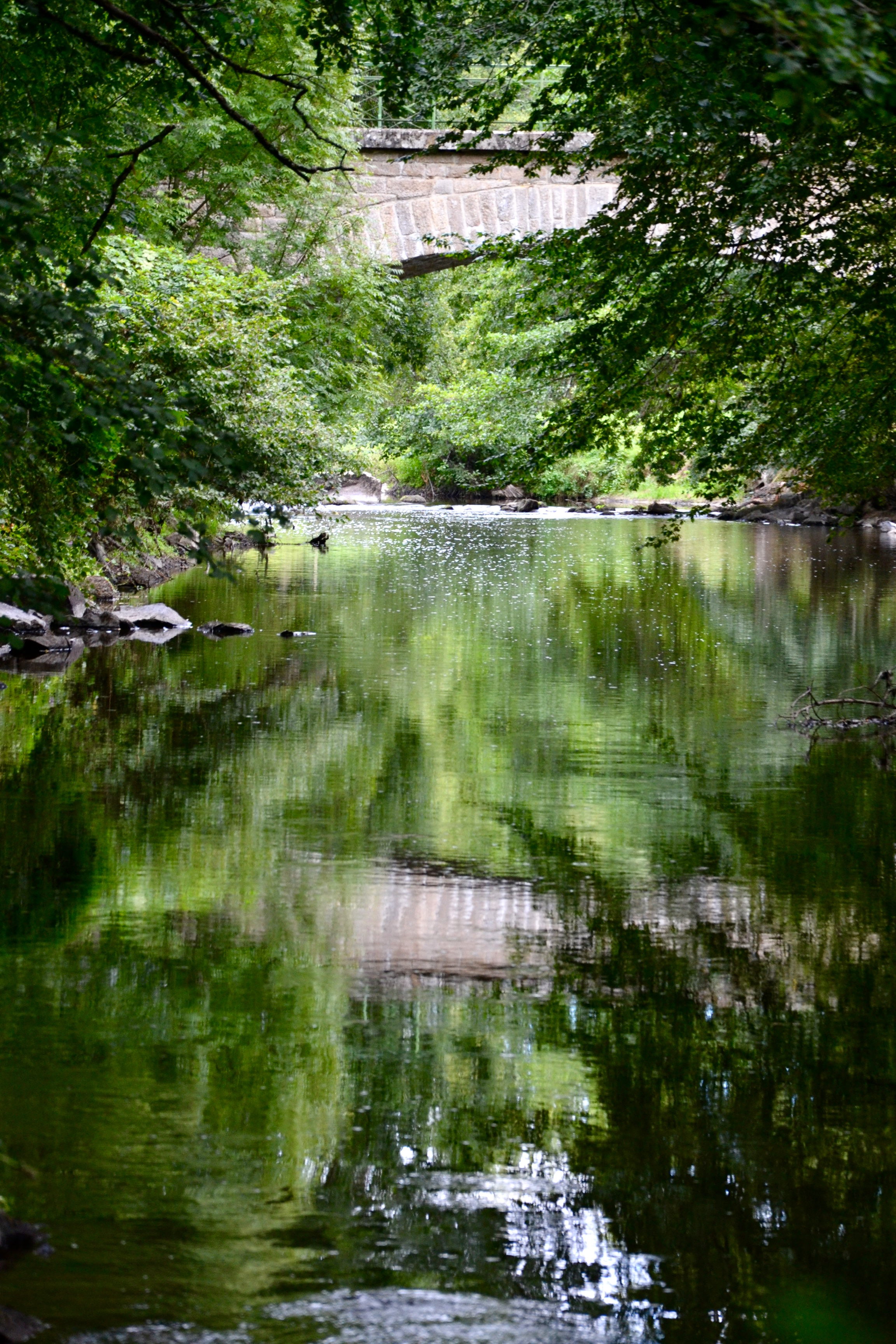
Folles en 2015.

### Bassin versant
Les bassins hydrographiques sont découpés dans le référentiel national BD Carthage en éléments de plus en plus fins, emboîtés selon quatre niveaux : régions hydrographiques, secteurs, sous-secteurs et zones hydrographiques.
La Gartempe traverse, d'amont vers l'aval, les vingt zones hydrographiques suivantes :
- la Gartempe de sa source au ruisseau du Cher (compris) ;
- la Gartempe du ruisseau du Cher (non compris) au ruisseau de Peyroux (non compris) ;
- la Gartempe du ruisseau de Peyroux (compris) à l'Ardour (non compris) ;
- l'Ardour & ses affluents ;
- la Gartempe de l'Ardour (non compris) à la Couze (non comprise) ;
- la Couze & ses affluents ;
- la Gartempe de la Couze (non comprise) à la Semme (non comprise) ;
- la Semme & ses affluents ;
- la Gartempe de la Semme (non comprise) au Vincou (non compris) ;
- Le Vincou de la Glayeulle (non comprise) à la Gartempe (non comprise) ;
- la Gartempe du Vincou (non compris) à la Brame (non comprise) ;
- la Brame du Brunet (non compris) à la Gartempe (non comprise) ;
- la Gartempe de la Brame (non comprise) au Riou (non compris) ;
- la Gartempe du Riou (non compris) à l'Anglin (non compris) ;
- l'Anglin du Salleron (non compris) à la Gartempe (non comprise) ;
- la Gartempe de l'Anglin (non compris) au Ris (non compris) ;
- Le Ris & ses affluents ;
- la Gartempe du Ris (non compris) à la Creuse (non comprise) ;
- la Creuse du Suin (non compris) à la Gartempe (non comprise) ;
- la Creuse de la Gartempe (non comprise) à la Luire (non comprise) ;

Le bassin versant de la Gartempe s'insère dans les zones hydrographiques « La Gartempe de la Couze à la Semme, La Gartempe de l'Anglin au Ris, La Gartempe du Vincou à la Brame, La Gartempe de la Brame au Riou, La Gartempe de sa source au rau du Cher, La Gartempe du rau du Cher au rau de Peyroux, La Gartempe de l'Ardour à la Couze, La Gartempe de la Semme au Vincou, La Gartempe du Ris à la Creuse, La Gartempe du rau de Peyrouxà l'Ardour et La Gartempe du Riou à l'Anglin », au sein du bassin DCE plus large « La Loire, les cours d'eau côtiers vendéens et bretons ».

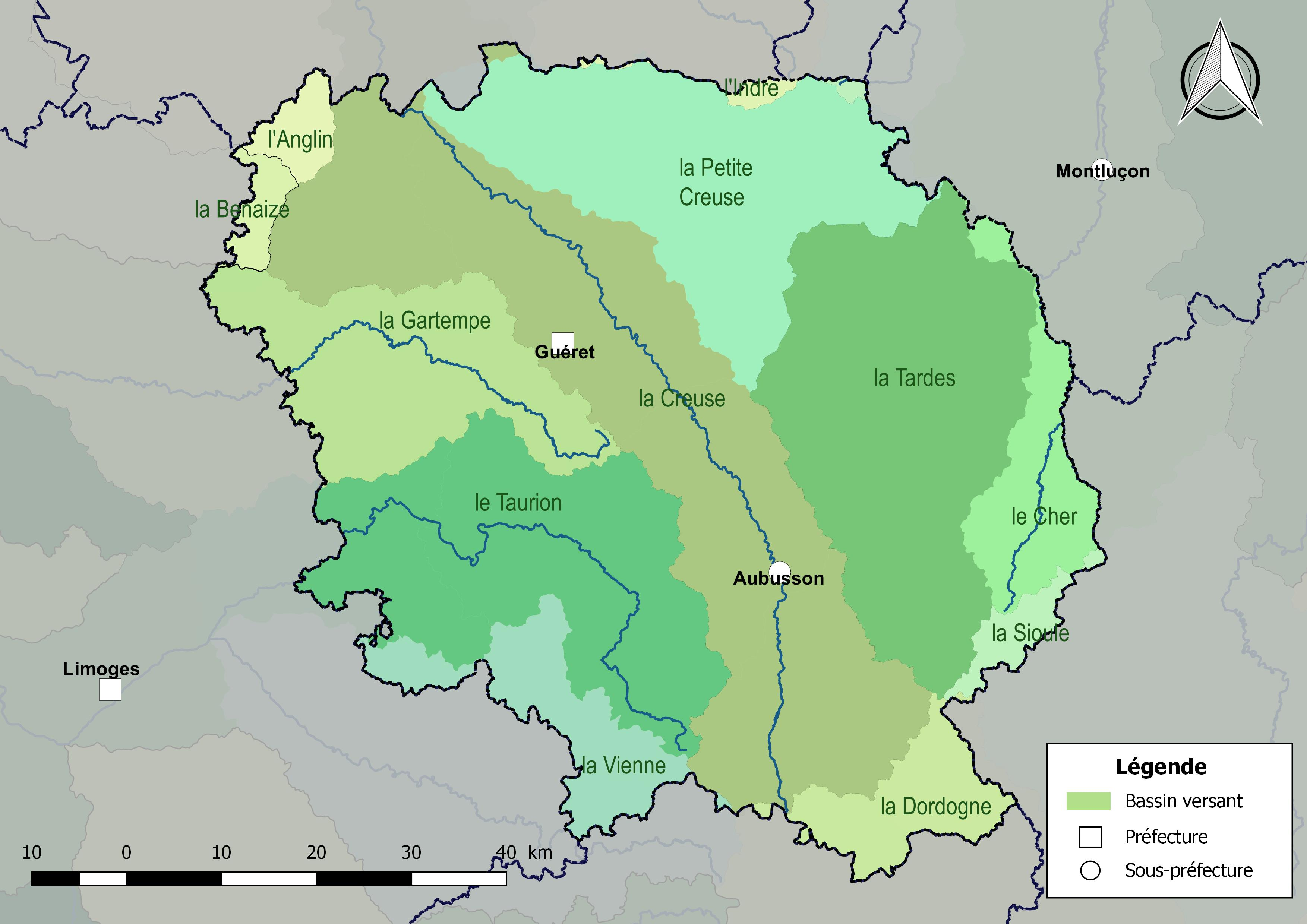
Les principaux bassins versants du département de la Creuse.
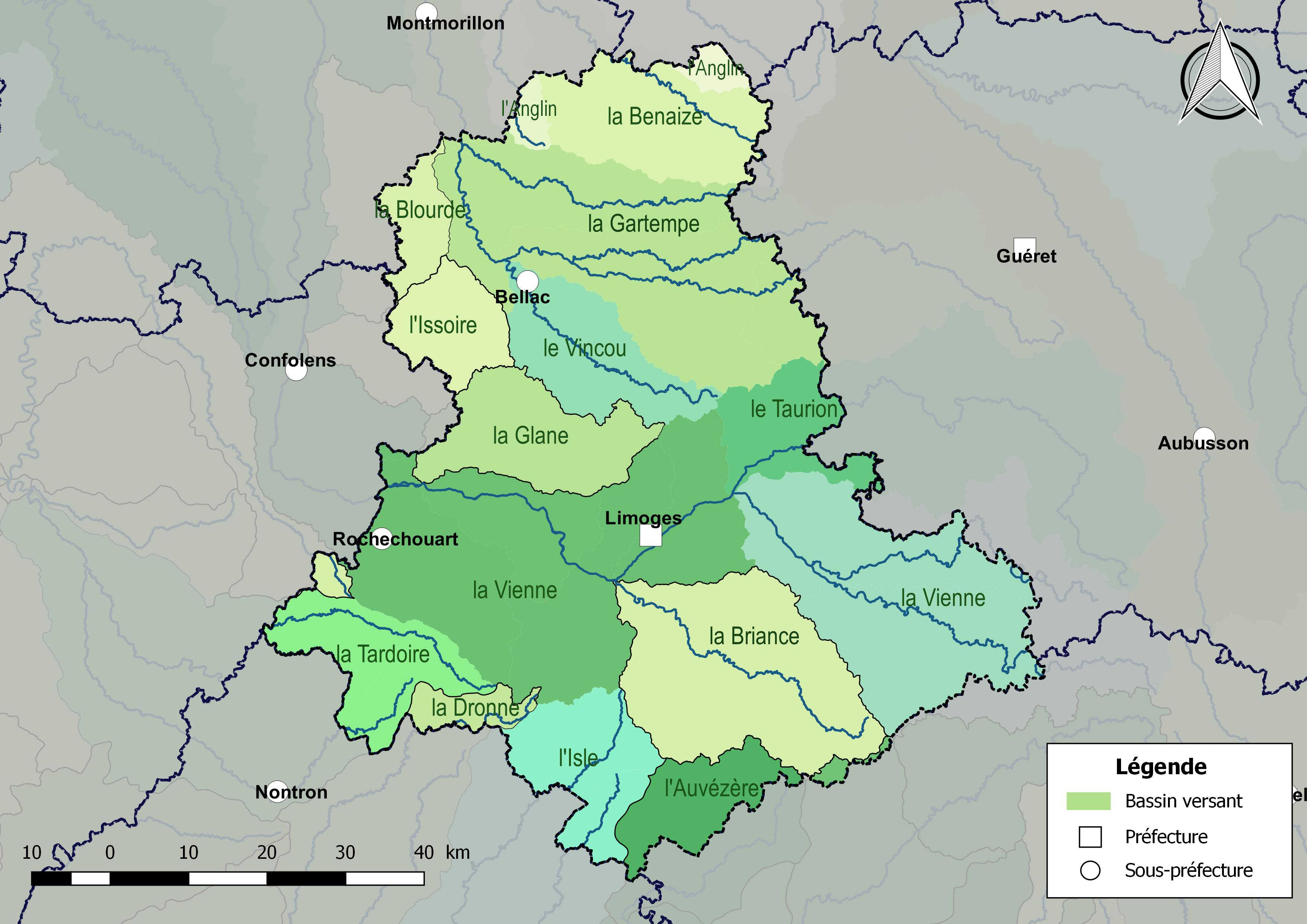
Les principaux bassins versants du département de la Haute-Vienne.
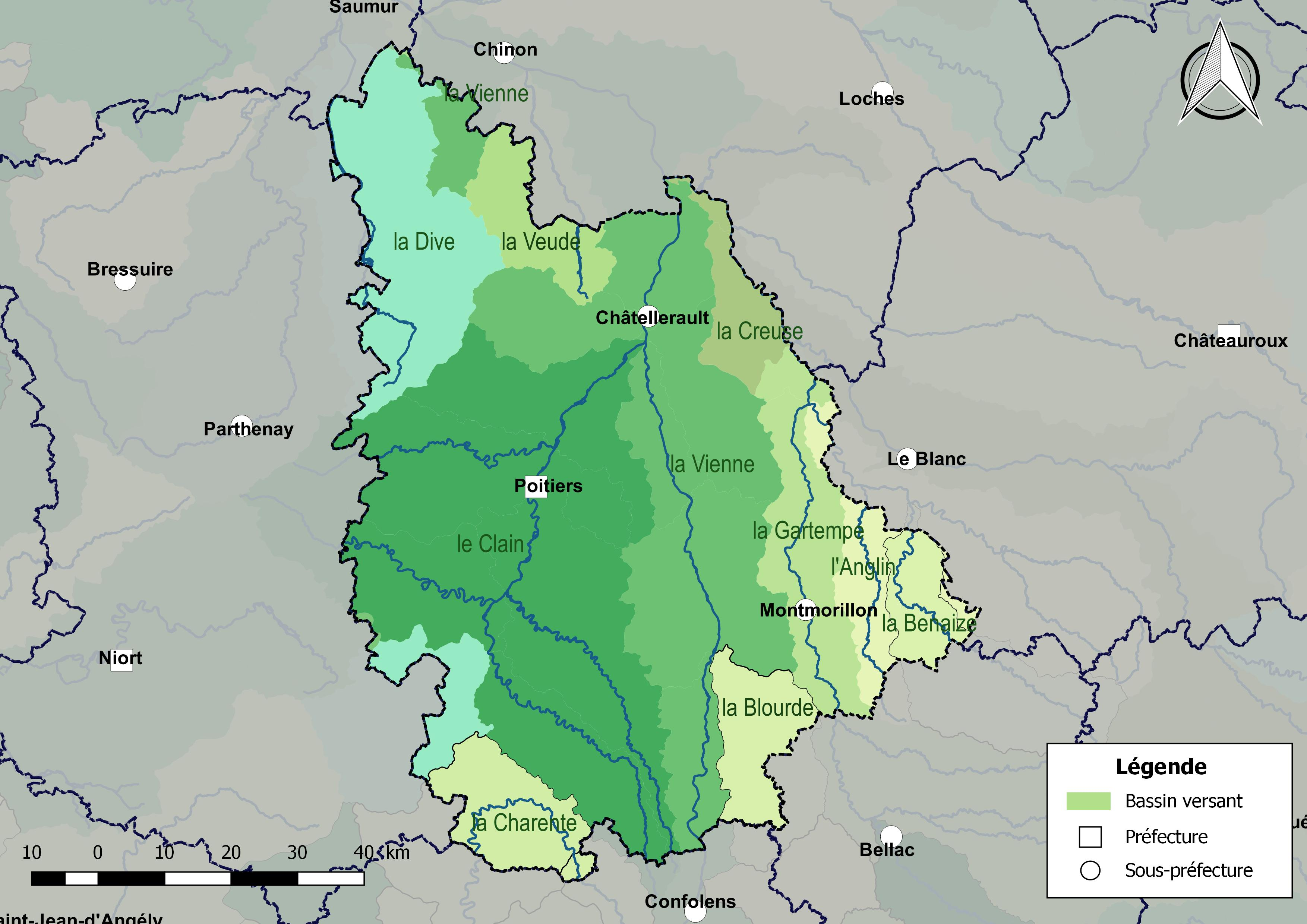
Les principaux bassins versants du département de la Vienne.
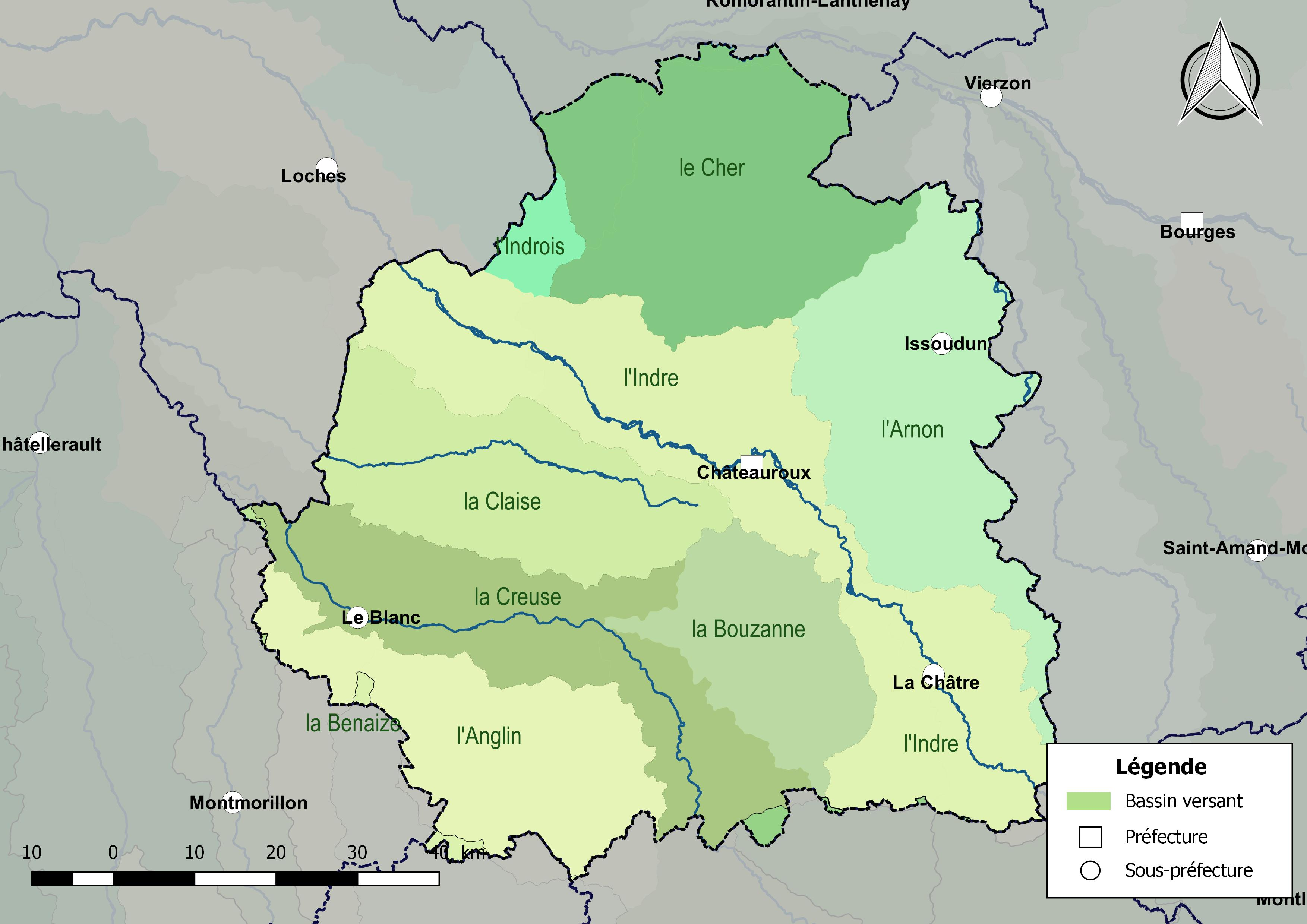
Les principaux bassins versants du département de l'Indre.
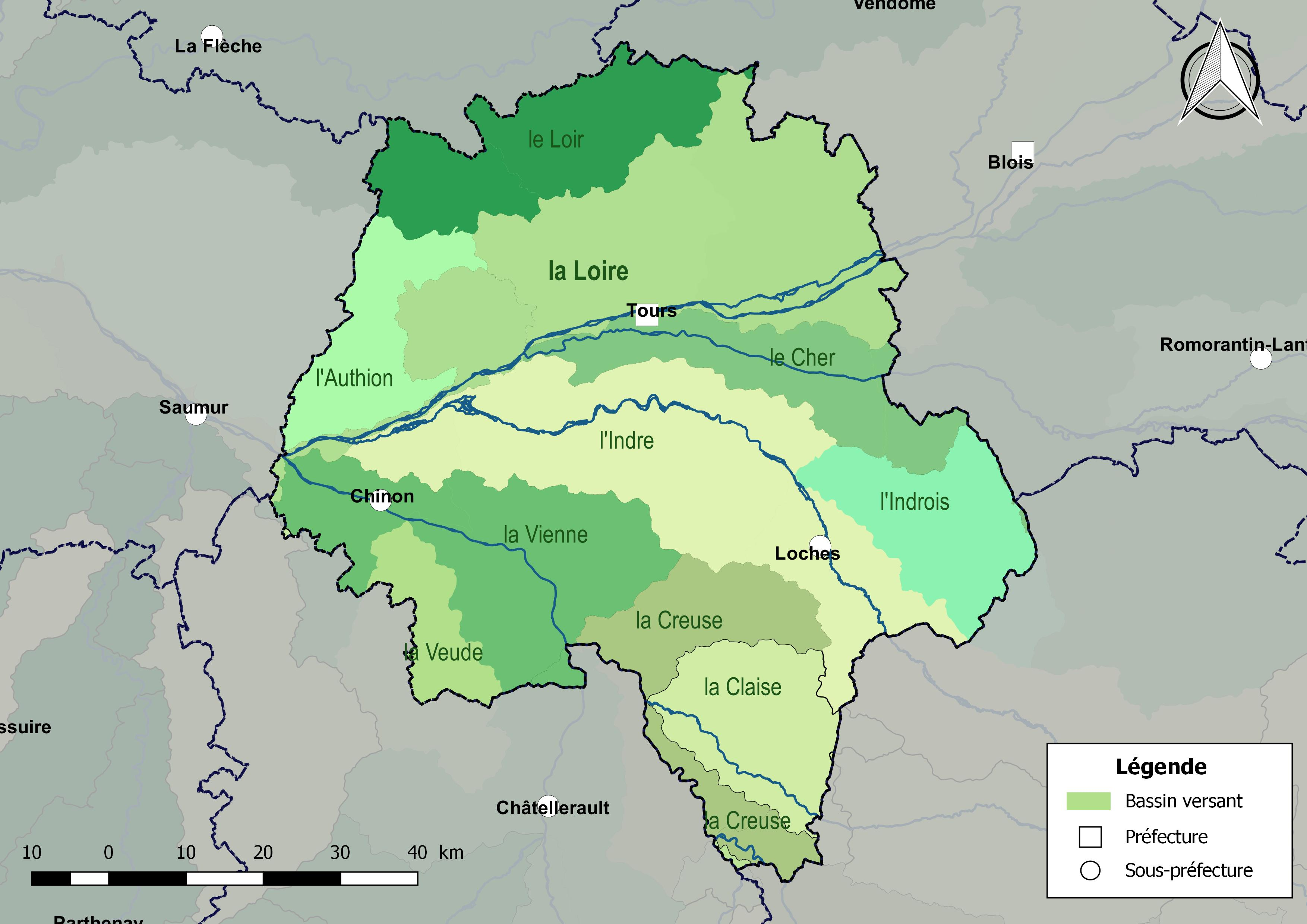
Les principaux bassins versants du département d'Indre-et-Loire.

#### Échelle du bassin
En France, la gestion de l’eau, soumise à une législation nationale et à des directives européennes, se décline par bassin hydrographique, au nombre de sept en France métropolitaine, échelle cohérente écologiquement et adaptée à une gestion des ressources en eau. La Gartempe est sur le territoire du bassin Loire-Bretagne et l'organisme de gestion à l'échelle du bassin est l'agence de l'eau Loire-Bretagne.

### Organisme gestionnaire
Le bassin versant de la Gartempe est couvert par le schéma d'aménagement et de gestion des eaux (SAGE) « Creuse ». 
Ce document de planification, dont le territoire correspond au bassin de la Creuse, d'une superficie de 9 544 km2 est en cours d'élaboration. La structure porteuse de l'élaboration et de la mise en œuvre est l'établissement public territorial de bassin de la Vienne.

## Affluents
La Gartempe possède cent cinquante trois affluents.
| Noms                             | km | Noms                             | km | Noms                 | km | Noms                            | km |
| -------------------------------- | -- | -------------------------------- | -- | -------------------- | -- | ------------------------------- | -- |
| Le Vincou                        | 50 | Le Moulin de Pindray             | 4  | L5105300             | 2  | L5404700                        | 2  |
| La Couze                         | 35 | L5026300                         | 4  | L5006300             | 2  | Ruisseau de la Fontaine Lusseau | 1  |
| L'Ardour                         | 34 | L5416400                         | 4  | L5006100             | 2  | L5824200                        | 1  |
| Le Peyroux                       | 16 | L5415900                         | 3  | L5017900             | 2  | L5004600                        | 1  |
| Le Sagnat                        | 9  | Les Buis                         | 3  | L5144100             | 2  | L5124290                        | 1  |
| Le Ris                           | 9  | Ruisseau de Ribette              | 3  | L5407000             | 2  | L5305700                        | 1  |
| La Carte                         | 7  | L5404400                         | 3  | L5824100             | 2  | L5406700                        | 1  |
| Le Lavillemichel                 | 7  | Ruisseau de la Chaise            | 3  | Ruisseau de Vergnat  | 2  | L5404900                        | 1  |
| La Planche de Saint Bonnet       | 7  | L5124240                         | 3  | L5144350             | 2  | L5405000                        | 1  |
| La Borderie                      | 7  | L5124090                         | 3  | L5306800             | 2  | L5104300                        | 1  |
| L'Étang Rompu                    | 6  | Les Écurioux                     | 3  | L5416200             | 2  | L5014600                        | 1  |
| Le Ceury                         | 5  | La Chenaud                       | 3  | Ruisseau de la Barre | 2  | L5105400                        | 1  |
| Le Ballacou                      | 5  | L5405300                         | 3  | L5416100             | 2  | L5019000                        | 1  |
| Le Balzanes                      | 5  | Ruisseau de Busserolles          | 3  | L5005700             | 2  | L5306250                        | 1  |
| L5405100                         | 5  | Le Champagnac                    | 3  | L5019500             | 2  | L5004300                        | 1  |
| Le Beaupuy                       | 5  | Le Saulgé                        | 3  | L5017800             | 2  | L5017000                        | 1  |
| Le Sagne                         | 5  | L5144600                         | 3  | L5004500             | 2  | Rivière la Couze                | 1  |
| L5414400                         | 4  | Ruisseau du Moulin des Chevilles | 3  | L5307200             | 2  | L5405550                        | 1  |
| L5006400                         | 4  | L5824020                         | 3  | L5124400             | 2  |                                 |    |
| Le Las Brouas                    | 4  | L5416800                         | 2  | L5416300             | 2  |                                 |    |
| Ruisseau des Étangs de Chabannes | 4  | L5124600                         | 2  | L5416900             | 2  |                                 |    |

| Noms                   | km | Noms                       | km | Noms                     | km | Noms                    | km |
| ---------------------- | -- | -------------------------- | -- | ------------------------ | -- | ----------------------- | -- |
| L'Anglin               | 91 | Le Rimorin                 | 5  | L5105500                 | 2  | L5124190                | 1  |
| La Brame               | 60 | Ruisseau le Gôt            | 4  | L5005000                 | 2  | L5104150                | 1  |
| La Semme               | 50 | Le Bariat                  | 4  | L5019900                 | 2  | Ruisseau le Rieucourant | 1  |
| Le Balaine             | 14 | L5404800                   | 4  | Ruisseau de l'Écoubillou | 2  | L5124340                | 1  |
| Le Riou                | 10 | L5018800                   | 4  | Ruisseau de Chez Marcoux | 2  | L5145000                | 1  |
| La Graulade            | 9  | Ruisseau des Ricouillettes | 4  | L5019700                 | 2  | L5019100                | 1  |
| L5404500               | 9  | L5026700                   | 4  | Ruisseau des Nauds       | 2  | L5306140                | 1  |
| Le Cher                | 8  | L5144650                   | 4  | L5026100                 | 2  | L5304500                | 1  |
| Ruisseau de Veau       | 8  | L5144200                   | 4  | Ruisseau d'Anveau        | 2  | L5145100                | 1  |
| Le Chambon             | 7  | Ris Geala                  | 4  | L5805100                 | 2  | Ruisseau de Fontau      | 1  |
| Le Verguet             | 7  | L5144700                   | 3  | L5016600                 | 2  | L5006200                | 1  |
| Le Gué de Lande        | 6  | L'Étang des Boueix         | 3  | L5004700                 | 2  | L5416000                | 1  |
| Ruisseau de Planteloup | 6  | L5406600                   | 3  | L5406900                 | 2  | L5306700                | 1  |
| L5415450               | 6  | L5406400                   | 3  | L5105200                 | 2  | Ruisseau des Nouëlles   | 1  |
| Ruisseau la Gane       | 5  | L5019300                   | 3  | L5004200                 | 2  | L5124020                | 1  |
| L5414200               | 5  | L5004400                   | 3  | L5104200                 | 2  |                         |    |
| Le Montagne            | 5  | L5014700                   | 3  | Ruisseau des Planchettes | 2  |                         |    |
| L5019200               | 5  | L5026150                   | 3  | L5103900                 | 2  |                         |    |
| Le Dardenne            | 5  | L5104100                   | 3  | L5124040                 | 2  |                         |    |

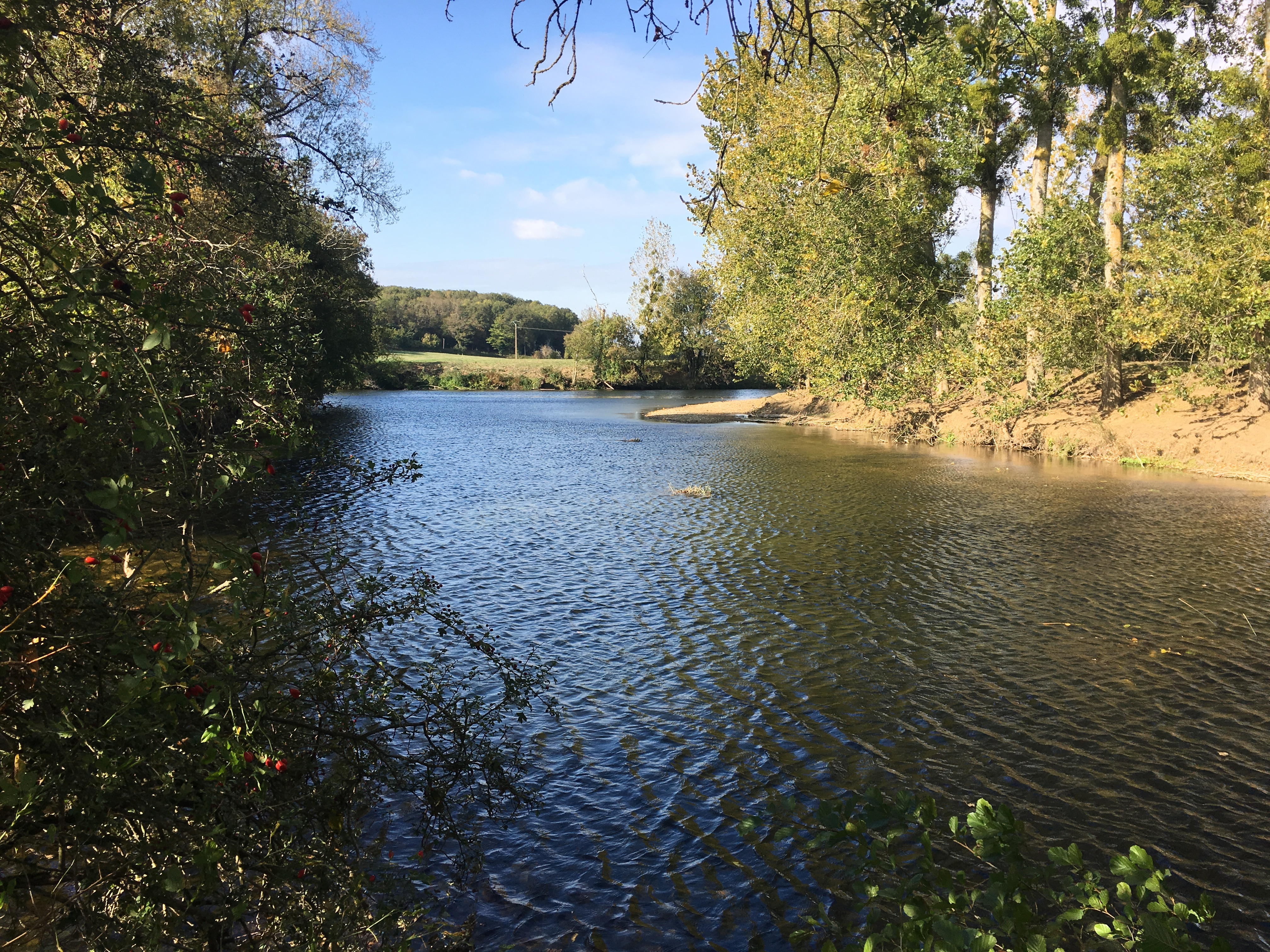
Le confluent avec l'Anglin en 2018.

### Rang de Strahler
Son rang de Strahler est de six.

## Hydrologie

### Stations de mesures
Saint-Victor-en-Marche
Établie à 428 m d'altitude, la station de mesure est située dans la commune de Saint-Victor-en-Marche (Creuse). Elle fut mise en service le 26 juin 2002 à 0 h. C'est une station de type « station à une échelle » et son statut est « station avec signification hydrologique ». Son bassin-versant topographique représente 78 km2.
Folles
Établie à 298 m d'altitude, la station de mesure est située dans la commune de Folles (Haute-Vienne). Elle fut mise en service le 1er janvier 1960 à 00h00. C'est une station de type « station à une échelle » et son statut est « station avec signification hydrologique ». Son bassin-versant topographique représente 570 km2.
Saint-Bonnet-de-Bellac
Établie à 160 m d'altitude, la station de mesure est située dans la commune de Saint-Bonnet-de-Bellac (Haute-Vienne). Elle fut mise en service le 1er septembre 1994 à 12 h. C'est une station de type « station à une échelle » et son statut est « station avec signification hydrologique ». Son bassin-versant topographique représente 1 405 km2.
Lathus-Saint-Rémy
Établie à 121 m d'altitude, la station de mesure est située dans la commune de Lathus-Saint-Rémy (Vienne). Elle fut mise en service le 1er janvier 1980 à 0 h. C'est une station de type « station à une échelle » et son statut est « station avec signification hydrologique ». Son bassin-versant topographique représente 1 721 km2.
Montmorillon
Établie à 90 m d'altitude, la station de mesure est située dans la commune de Montmorillon (Vienne). Elle fut mise en service le 1er janvier 1955 à 0 h C'est une station de type « station à une échelle » et son statut est « station avec signification hydrologique ». Son bassin-versant topographique représente 1 866 km2.
Son débit a été observé sur une période de 61 ans (1955-2016). Le module de la rivière à Montmorillon est de 21,6 m3/s.
La Gartempe présente des fluctuations saisonnières de débit fort marquées, comme très souvent parmi les rivières issues du versant nord-ouest du massif central français, avec des hautes eaux d'hiver-printemps portant le débit mensuel moyen à un niveau situé entre 29,6 et 41,9 m3/s, de décembre à fin avril inclus (avec un maximum en février), et des basses eaux d'été, de juillet à début octobre, avec une baisse du débit moyen mensuel jusqu'à 5,9 m3 au mois d'août. Mais ces moyennes mensuelles ne sont que des moyennes et occultent des fluctuations bien plus prononcées sur des périodes plus courtes.
Saint-Savin
Établie à 130 m d'altitude, la station de mesure est située dans la commune de Saint-Savin (Vienne). Elle fut mis en service le 7 octobre 2014 à 12 h C'est une station de type « station à une échelle » et son statut est « station avec signification hydrologique ». Son bassin-versant topographique représente 1 990 km2.
Vicq-sur-Gartempe
Établie à 70 m d'altitude, la station de mesure est située dans la commune de Vicq-sur-Gartempe (Vienne). Elle fut mis en service le 10 juillet 2007 à 14 h 20. C'est une station de type « station à une échelle » et son statut est « station avec signification hydrologique ». Son bassin-versant topographique représente 3 849 km2.

### Ètiage ou basses eaux
Aux étiages, le VCN3 peut chuter jusque 1,6 m3/s, à Montmorillon, mais ce fait est tout à fait habituel parmi les rivières de la région.

### Crues
Le débit instantané maximal enregistré a été de 449 m3/s le 1er décembre 1982, à Montmorillon, tandis que la valeur journalière maximale avait été de 348 m3/s le 7 décembre de la même année. En comparant ces données avec l'échelle des QIX calculés de la rivière, il apparaît que la crue du 1er décembre 1982 a une probabilité de se reproduire à peu près tous les quarante ans.
À titre de comparaison avec une importante rivière du Bassin parisien, le QIX 10 de la Marne en fin de parcours, dans la région parisienne, vaut 510 m3/s contre 350 pour la Gartempe, et que son QIX 50 se monte à 650 m3/s (contre 480 pour la Gartempe). Ainsi les débits calculés de crues de la Marne dépassent de seulement quelque 40 % ceux de la Gartempe, alors que son bassin est plus de six fois plus étendu.

Crue de janvier 2008 à Montmorillon
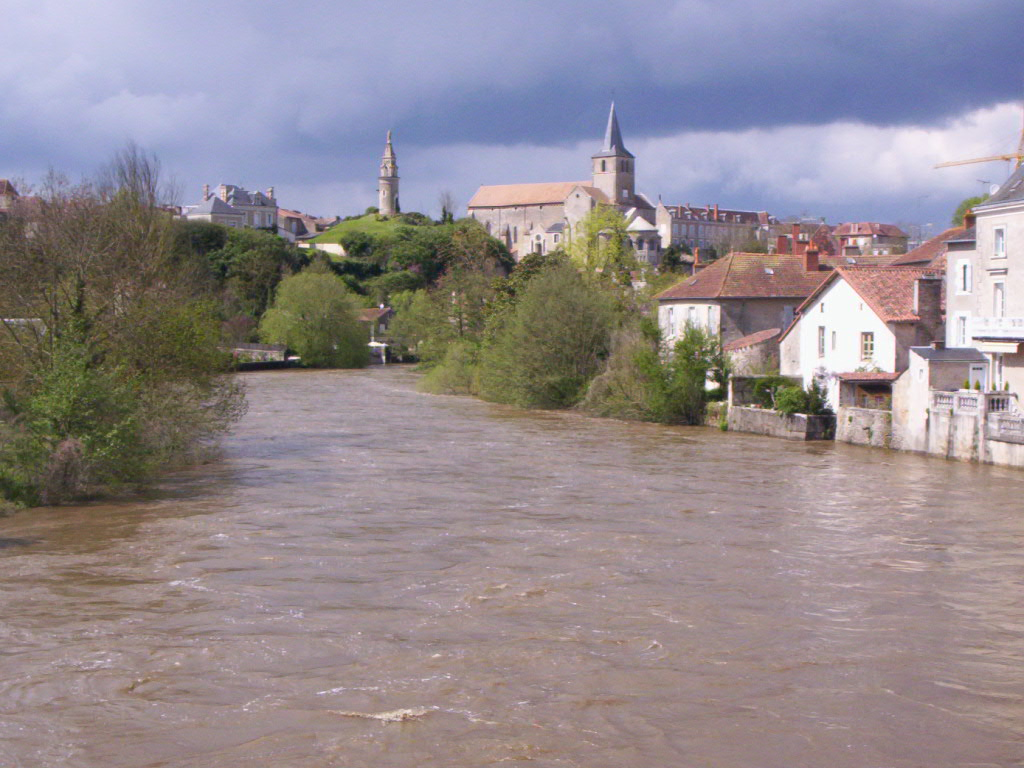
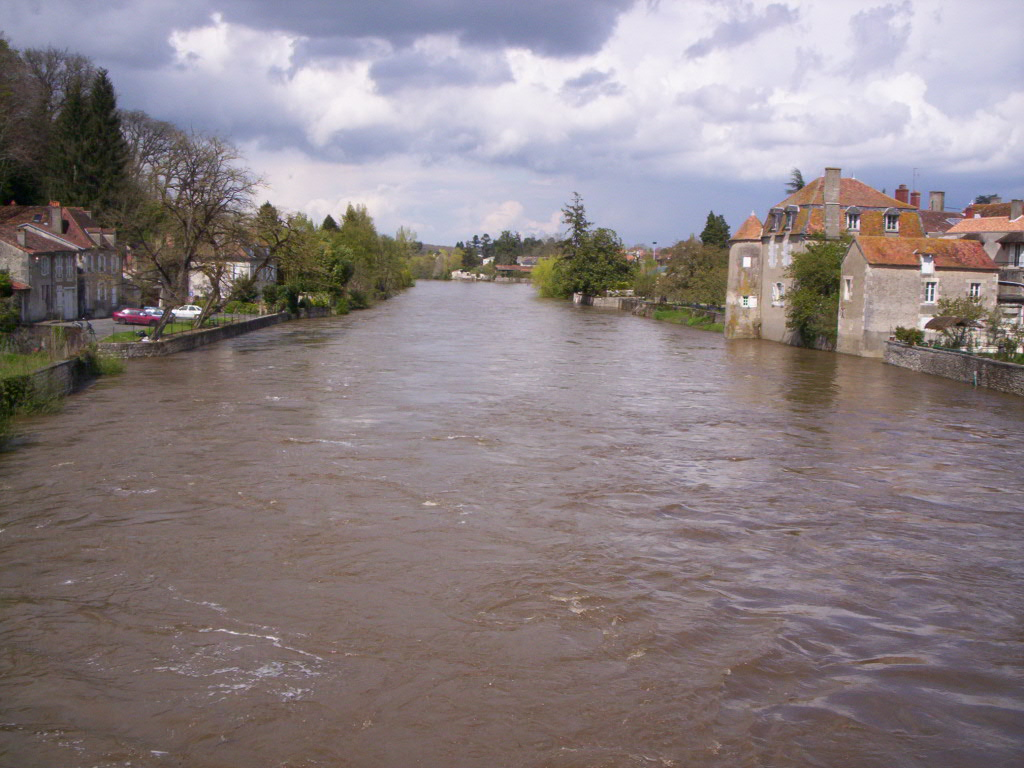

### Lame d'eau et débit spécifique
La Gartempe est alimentée par des précipitations abondantes dans la région sud de son bassin. La lame d'eau écoulée dans son bassin versant est de 376 millimètres annuellement, ce qui est supérieur à la moyenne d'ensemble de la France, et est assez nettement supérieur à la moyenne du bassin de la Vienne (319 millimètres par an à Nouâtre). Le débit spécifique (ou Qsp) atteint 11,9 litres par seconde et par kilomètre carré de bassin.

### État des masses d'eau et objectifs
Pour les cours d’eau, la délimitation des masses d’eau est basée principalement sur la taille du cours d’eau et la notion d’hydro-écorégion. Ces masses d’eau servent ainsi d’unité d’évaluation de l’état des eaux dans le cadre de la directive européenne.
La Gartempe fait partie des masses d'eaux codifiée FRGR0409, FRGR0410a, FRGR0410b, FRGR0411a et FRGR0411b et dénommée « La gartempe et ses affluents depuis la source jusqu'à la confluence avec l'Ardour, La gartempe depuis la confluence de l'Ardour jusqu'à la confluence avec le Vincou, La gartempe depuis la confluence du Vincou jusqu'à la confluence avec la Brame, La gartempe depuis la confluence de la Brame jusqu'à Montmorillon et La gartempe depuis Montmorillon jusqu'à la confluence avec la Creuse ».
Le schéma directeur d'aménagement et de gestion des eaux (Sdage) Loire-Bretagne est un document de planification dans le domaine de l’eau. Il définit, pour une période de six ans les grandes orientations pour une gestion équilibrée de la ressource en eau ainsi que les objectifs de qualité et de quantité des eaux à atteindre dans le bassin Loire-Bretagne. L'état des lieux 2013 défini dans la SDAGE 2016 – 2021 et les objectifs à atteindre pour cette masse d'eau sont les suivants,, :
| Code masse d'eau | Libellé masse d'eau                                                               |
| ---------------- | --------------------------------------------------------------------------------- |
| FRGR0409         | La gartempe et ses affluents depuis la source jusqu'à la confluence avec l'Ardour |
| FRGR0410a        | La gartempe depuis la confluence de l'Ardour jusqu'à la confluence avec le Vincou |
| FRGR0410b        | La gartempe depuis la confluence du Vincou jusqu'à la confluence avec la Brame    |
| FRGR0411a        | La gartempe depuis la confluence de la Brame jusqu'à Montmorillon                 |
| FRGR0411b        | La gartempe depuis Montmorillon jusqu'à la confluence avec la Creuse              |

|           | Écologique | Biologique | Physico-chimie générale | Polluants spécifiques |
| --------- | ---------- | ---------- | ----------------------- | --------------------- |
| FRGR0409  | Moyen      | Moyen      | Bon état                | X                     |
| FRGR0410a | Moyen      | Moyen      | Moyen                   | X                     |
| FRGR0410b | Moyen      | Moyen      | Moyen                   | X                     |
| FRGR0411a | Bon état   | Bon état   | Moyen                   | X                     |
| FRGR0411b | Moyen      | Moyen      | Bon état                | X                     |

|           | Écologique | Chimique | Global   |
| --------- | ---------- | -------- | -------- |
| FRGR0409  | Bon état   | Bon état | Bon état |
| FRGR0410a | Bon état   | Bon état | Bon état |
| FRGR0410b | Bon état   | Bon état | Bon état |
| FRGR0411a | Bon état   | Bon état | Bon état |
| FRGR0411b | Bon état   | Bon état | Bon état |

## Histoire
Le nom de la rivière est attesté sous la forme Vartimpa (sans date), Wartimpae fluvii au VIIIe siècle, Vuartimpe en 825, Guartimpa en 886,, super fluvium Wartimpae (sans date), super fluvium Guartempa (sans date).
Les formes citées Wartimpae au VIIIe siècle ou celle de 825, Vuartimpe représentent vraisemblablement un ancien *Wartimpa, devenu régulièrement Guartempa, puis Gartempe (cf. ware > gare ; warde > garde). En marchois, elle s'écrit et se prononce donc Gartempa. C'est un hydronyme obscur, d'origine germanique ou influencé par le germanique sur la consonne initiale.
Le premier élément est peut-être le gaulois var-, variante de ver-, « eau, rivière » que l'on retrouve dans les noms du Var et de la Vière, cependant on ne peut rattacher le second élément -timpa à aucune racine connue, mais peut-être dérivé du proto-Indo-Européen *temp-, « étendre, étirer ».
La rivière a donné son hydronyme aux sept communes de Bessines-sur-Gartempe, La Croix-sur-Gartempe, Gartempe, Saint-Ouen-sur-Gartempe, Val-d'Oire-et-Gartempe et Vicq-sur-Gartempe.
La rivière apparaît dans Sur les Bords de la Gartempe, recueil de souvenirs d'enfance de Régine Deforges, qui vécut à Montmorillon.

## Aménagements et écologie

### Activités économiques
- Canoë-kayak

### Milieu naturel
La Gartempe de la source jusqu'à la confluence avec la Creuse et en aval du pont du Bonhomme (commune de Bessines-sur-Gartempe) sont classés dans la liste 1 au titre de l'article L. 214-17 du code de l'environnement sur le Bassin Loire-Bretagne. Du fait de ce classement, aucune autorisation ou concession ne peut être accordée pour la construction de nouveaux ouvrages s'ils constituent un obstacle à la continuité écologique et le renouvellement de la concession ou de l'autorisation des ouvrages existants est subordonné à des prescriptions permettant de maintenir le très bon état écologique des eaux.
Le cours d'eau est de première catégorie dans les départements de la Creuse et de la Haute-Vienne (sauf en aval du pont du Bonhomme (commune de Bessines-sur-Gartempe). Il est de deuxième catégorie sur le reste de son parcours.

#### Réserve biologique
Un cours d’eau est considéré comme réserve biologique lorsqu'il comprend une ou plusieurs zones de reproduction ou d’habitat des espèces de phytoplanctons, de macrophytes et de phytobenthos, de faune benthique invertébrée et l’ichtyofaune, et permet leur répartition dans un ou plusieurs cours d’eau du bassin versant. Les réservoirs biologiques, nécessaires au maintien ou à l’atteinte du bon état écologique des cours d’eau, correspondent donc :
- à un tronçon de cours d’eau ou annexe hydraulique qui va jouer le rôle de pépinière, de « fournisseur » d’espèces susceptibles de coloniser une zone naturellement ou artificiellement appauvrie (réensemencement du milieu) ;
- à des aires où les espèces peuvent accéder à l’ensemble des habitats naturels nécessaires à l’accomplissement des principales phases de leur cycle biologique (reproduction, abri-repos, croissance, alimentation).

Dans le cadre des travaux préparatoires à l'élaboration de ce classement au sein du SDAGE Loire-Bretagne 2016-2021, La Gartempe depuis Montmorillon jusqu'à sa confluence avec la Creuse, est répertorié comme réserve biologique, sous l'identifiant RESBIO_321. Les espèces présentes sont : la mulette perlière et la truite fario.